# Nationalbibliotek
Et nationalbibliotek er et nationalt centralbibliotek. Nationalbibliotek har forskellige nationale opgaver, varierende fra land til land. Typiske opgaver er pligtaflevering og samlinger med ambitioner om fuldstændig dækning, nationalbibliografi og andre samordnende databasefunktioner, samling af itineraria, og opbevaring og formidling af skriftkulturhistorie. 
Et nationalbiblioteks opgaver kan variere i forhold til hvilke andre biblioteker og bibliotekinstitutioner som findes i landet. I Norge er Depotbiblioteket en del af Nasjonalbiblioteket, i Danmark er depotbiblioteket en egen etat. I lande hvor det ikke findes en separat statsetat for biblioteksudvikling og biblioteksfaglig koordinering, kan denne opgave tillægges nationalbiblioteket. Rollen som nationalbibliotek kan kombineres med rollen som universitetsbibliotek, såsom det fx var i Norge til 1989. 

## Eksempler på nationalbiblioteker
- Det Kongelige Bibliotek (med visse opgaver hos Statsbiblioteket og Det Danske Filminstitut)
- Nasjonalbiblioteket (Norge)
- Israels nationalmuseum
- Bibliothèque nationale de France
- British Library (Storbritannien)
- Kungliga biblioteket (Sverige)
- Library of Congress (de facto, men ikke formelt USA's nationalbibliotek)
- Tjekkisk nationalbibliotek (Tjekkiet)
- Deutsche Nationalbibliothek samt Deutsches Musikarchiv (Tyskland)
- Det russiske statsbibliotek i Moskva samt Det russiske nationalbibliotek og Boris Jeltsins Præsidentbibliotek i Sankt Petersborg (Rusland)
- Nationale parlamentsbibliotek i Japan